# Amphitheatrum Castrense

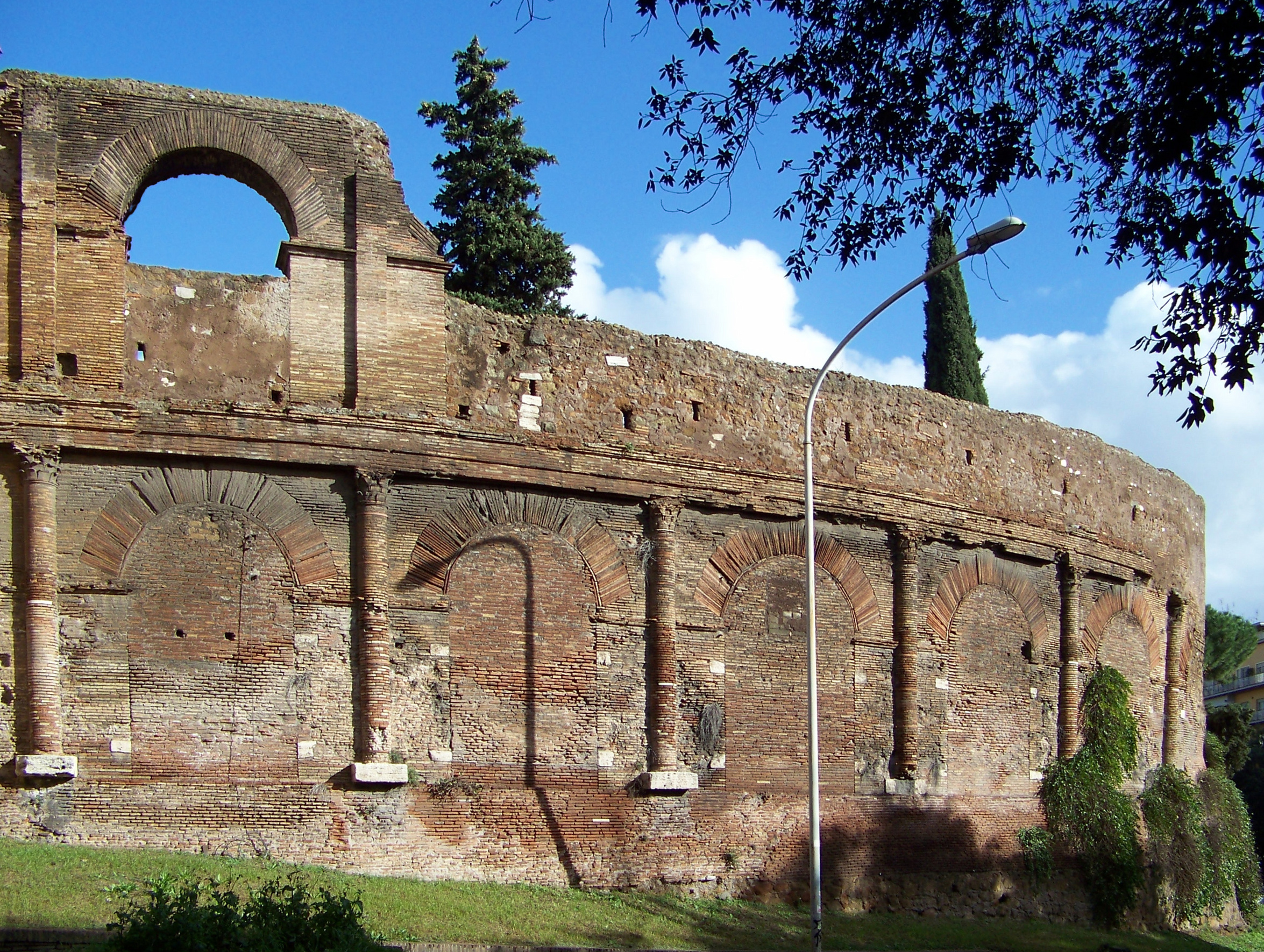
Das Amphitheatrum Castrense heute

Das Amphitheatrum Castrense  war ein Amphitheater in der Stadt Rom zur Zeit des Imperium Romanum. Neben dem Kolosseum ist es das einzige Amphitheater der Stadt, von dem heute noch Reste erhalten sind. Es wird jedoch wenig beachtet und ist nicht öffentlich zugänglich.

## Bauweise

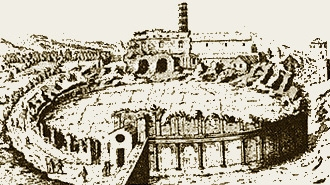
Das Amphitheatrum Castrense auf einem Stich des 16. Jahrhunderts. Im Hintergrund die Kirche Santa Croce.

Das Amphitheater ist ganz aus gebrannten Ziegeln errichtet, dies ist außergewöhnlich für die Bauweise von Theatern. Bis zur Zeit Kaiser Neros ist der Bau von Amphitheatern aus Holz in Rom überliefert, später wurden sie, wie schon bei dem aus dem Jahre 70 v. Chr. stammenden Amphitheater von Pompeji, in Stein ausgeführt, um die Brand- und Einsturzgefahr zu verringern. Beim Amphitheatrum Castrense sind selbst die Halbsäulen und Pilaster mitsamt den korinthischen Kapitellen aus Backstein, lediglich die Basis dieser Elemente besteht im Erdgeschoss aus Steinplatten.
Das Amphitheater hat einen elliptischen Grundriss. Die kleine Achse erreicht mit 75,8 Metern rund 85 Prozent der 88 Meter langen Hauptachse. Die Vorteile eines Rundbaus konnten so mit den Erfordernissen einer langgestreckten Arena kombiniert werden. Dieser Grundriss ist heute noch in den Fundamenten des Amphitheaters zu sehen, die aus Zement, vermischt mit kleinen Steinen, gegossen wurden. Auf diesen Grundmauern konnte der Ziegelbau errichtet werden. Wie ursprünglich auch das Kolosseum, bestand das Amphitheatrum Castrense aus drei übereinander angeordneten Arkadenreihen, deren Reste noch bis in das 16. Jahrhundert erhalten waren. Im Erdgeschoss gab es Rundbögen, die auf Halbsäulen ruhten, das erste Stockwerk bestand aus Arkaden, abgeschlossen durch niedrige Balustraden und gerahmt von Pilastern. Das zweite Stockwerk schloss den Bau durch einen Fenstertrakt ab, der ebenfalls durch Pilaster gegliedert wurde. Dieses Stockwerk trug wahrscheinlich ein Kranzgesims aus Römischem Travertin aus Tivoli, an dem auch die Stangen für das Aufziehen des Velariums, eines Segels zum Schutz gegen die Sonne, befestigt werden konnten. Bei Ausgrabungen im 18. Jahrhundert wurden auch unterirdische Einbauten wie im Kolosseum gefunden.
Mitte des 16. Jahrhunderts ließ Papst Paul IV. die Reste der oberen beiden Stockwerke abtragen, da er die Mauer als Verteidigungsanlage nutzen wollte.

## Entstehungszeit

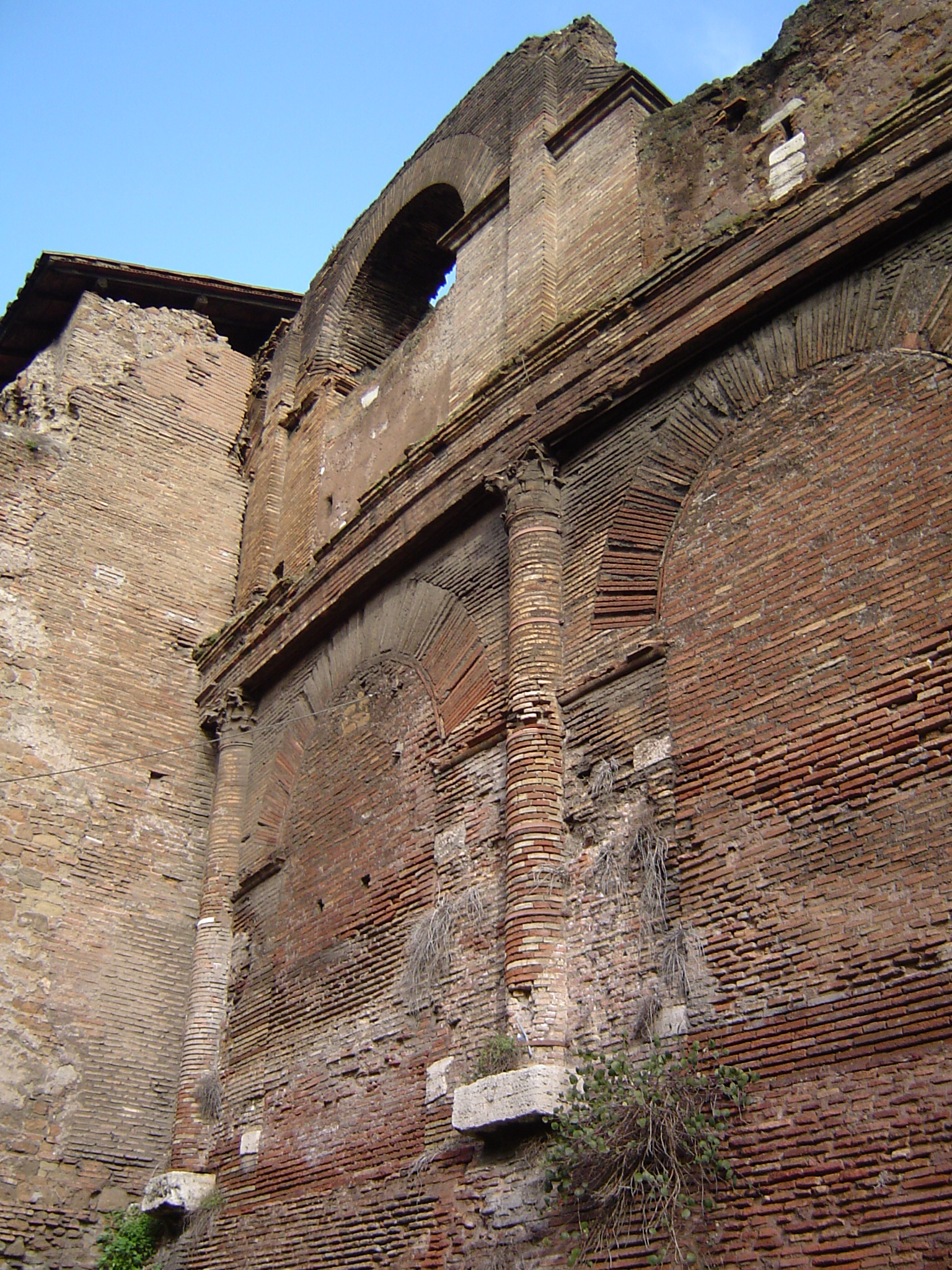
Dieser Teil des Amphitheaters gibt noch eine Vorstellung vom mehrstöckigen Aufbau der Arkaden

Zur Regierungszeit des Kaisers Trajan (98–117 n. Chr.) wurden viele Gebäude als Backsteinbauten errichtet; diese Bauweise erlebte im 2. Jahrhundert ihre Blüte. Man vermutete daher zuerst, dass es sich um das unter Kaiser Trajan erbaute „große kreisförmige Theater“ (θέατρον μέγα κυκλοτερὲς πανταχόθεν) handeln könne, das Pausanias (5, 12, 6) zu den wichtigsten Bauten Trajans zählt. Esther Boise Van Deman ordnete den Bau dem Kaiser Septimius Severus zu, dem Begründer der severischen Dynastie.
Aus dem Fehlen der für die Ziegelbauten dieser Zeit charakteristischen Stempel wurde jedoch ein späterer Zeitpunkt für die Entstehung des Amphitheaters wahrscheinlicher. Ein Teil der Gärten im Bezirk ad Spem Veterem am Fuße des Esquilin, wo das Amphitheater steht, waren gegen Ende des 2. Jahrhunderts n. Chr. im Besitz der Familie der Varii. In den horti Variani, wie diese Gärten genannt wurden, stand eine suburbane Villa. Durch Sextus Varius Marcellus, den Vater des späteren Kaisers Elagabal (218–222 n. Chr.), der selbst ursprünglich Varius Avitus Bassianus hieß, kam das Gebiet in der ersten Hälfte des 3. Jahrhunderts in kaiserlichen Besitz. Elagabal war ein Großneffe des Kaisers Septimius Severus. Er und sein Nachfolger Alexander Severus (222–235 n. Chr.) erweiterten die Villa zu einem kaiserlichen Palastbau, dem Sessorium.
Der Umstand, dass das Amphitheatrum Castrense neben den Überresten dieses Palasts steht und eine Straßenverbindung zu diesem besaß, macht eine zeitgleiche Erbauung wahrscheinlich. Das Amphitheater mit seinen 3500 Sitzplätzen könnte vor allem für den Kaiserhof bestimmt gewesen sein.
Später wurde der Palast von Helena, der Mutter Kaiser Konstantins (Regierungszeit 306–337 n. Chr.), bewohnt. Ein Saal des Palasts wurde schon zu Helenas Lebzeiten in die Kirche Santa Croce umgebaut, dessen Konvent das Amphitheater heute als Garten nutzt.

## Benennung

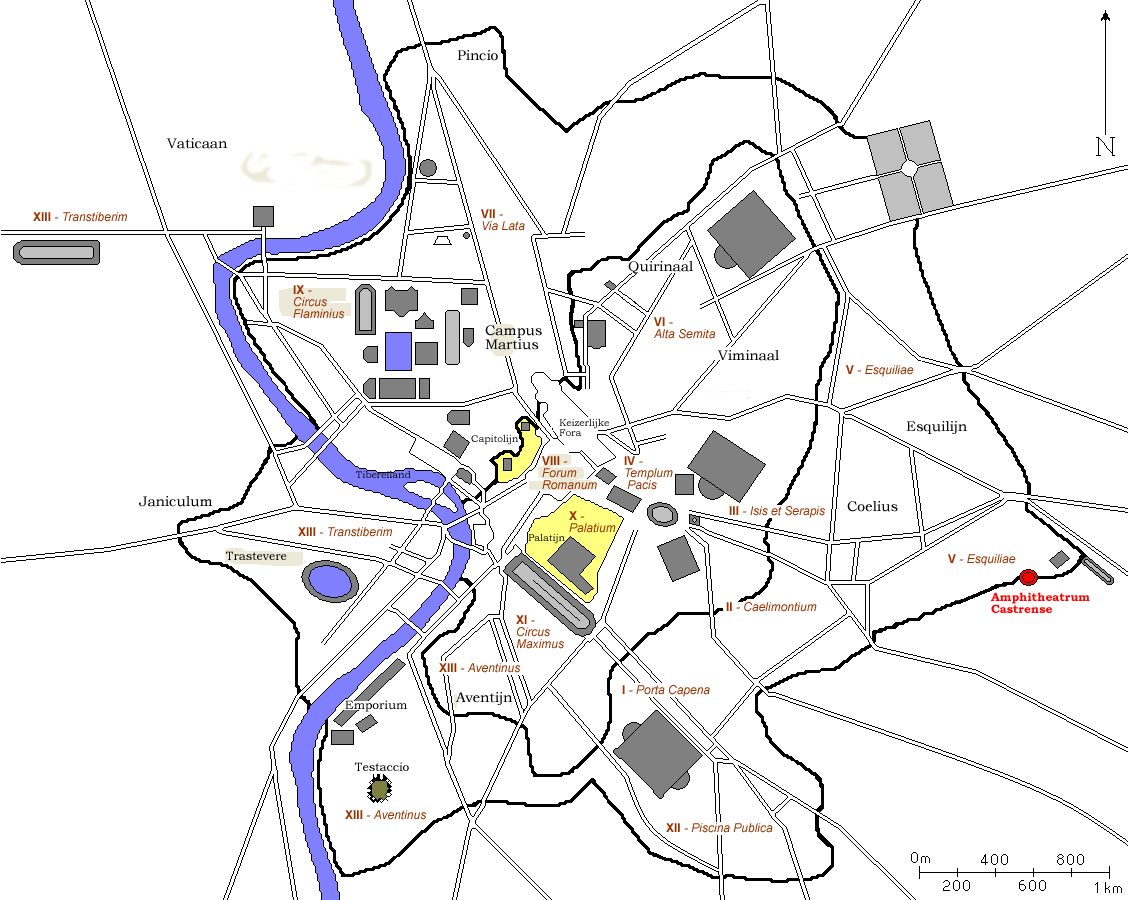
Plan mit den 14 Regionen Roms und der Lage des Amphitheatrum Castrense

Die Benennung des Amphitheaters als castrense, also „zu den castra gehörend“, wird plausibel, wenn man für castra die Übersetzung mit „Burg“ oder „Hof“ in Erwägung zieht. Dann wird klar, dass es sich dabei tatsächlich um ein zum Kaiserhof der Severer gehörendes Amphitheater gehandelt haben könnte. Eine andere Interpretation bringt den Namen mit den Castra praetoria der Prätorianergarde in Verbindung und behauptet eine vorwiegend militärische Nutzung des Amphitheaters. Diese Bedeutung des Namens scheint jedoch weniger gut zu passen, da die Castra praetoria viel weiter vom Amphitheater entfernt lagen als der kaiserliche Palast, der eine direkte Straßenverbindung zum Amphitheater besaß.
Vielfach wurde bezweifelt, dass es sich bei den erhaltenen Überresten dieses Amphitheaters tatsächlich um das Amphitheatrum Castrense handelt. Der Name ist nämlich nur aus den Abschriften eines Gebäudeverzeichnisses der Stadt Rom bekannt, das unter Kaiser Konstantin das letzte Mal redigiert wurde. Die Liste richtet sich nach den 14 Stadtbezirken, den Regionen, die in der Zeit des Augustus eingerichtet worden waren. In der Discriptio XIIII Regionum Urbis Romae wird in der Regio V Esquiliae, dem fünften Stadtbezirk, das Amphitheatrum Castrense erwähnt.

## Aurelianische Mauer

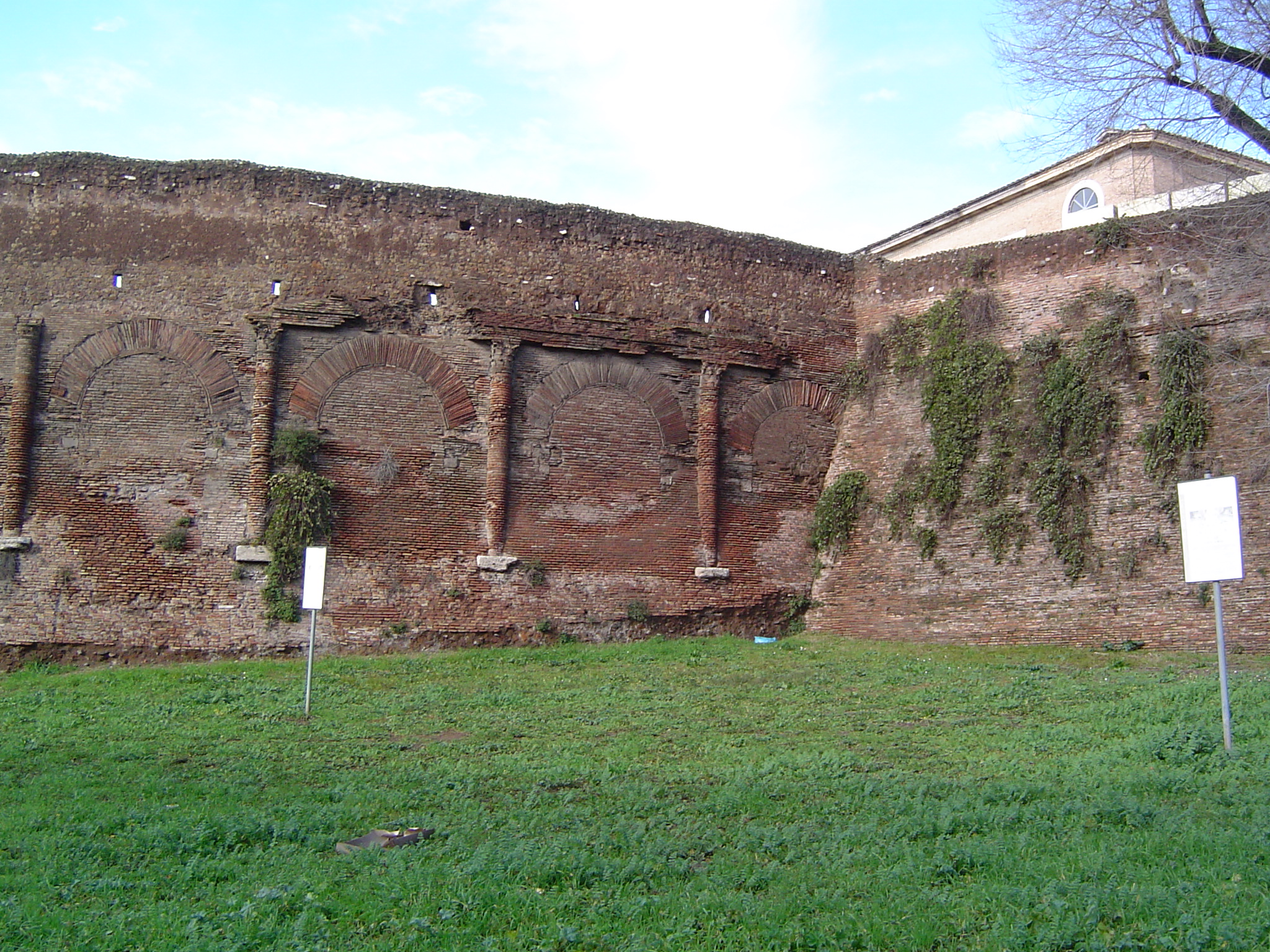
Die Außenmauern des Amphitheaters als Teil der Aurelianischen Befestigung

In der Regierungszeit des Kaisers Aurelian (270–275) begann man, einen zweiten, größeren Mauerring um Rom zu ziehen, die Aurelianische Mauer. Sie wurde fast gänzlich aus Ziegeln errichtet. Offenbar hielt der Kaiser die Befestigungsanlage für so dringlich, dass auch bestehende Bauwerke einbezogen wurden, darunter die Cestius-Pyramide, die Castra praetoria, Teile des Aquädukts Aqua Claudia sowie das Amphitheatrum Castrense.
Dennoch sollen die Ostgoten unter ihrem König Witichis im 6. Jahrhundert n. Chr. genau an der Stelle des Amphitheaters die Mauern Roms durchbrochen haben. Es gelang ihnen jedoch nicht, weiter in die von den Truppen des oströmischen Heerführers Belisar besetzte Stadt vorzudringen.